# Перенос столицы Казахской АССР из Оренбурга в Ак-Мечеть
Перено́с столи́цы Казахской АССР из Оренбурга в Ак-Мечеть произошёл 9 февраля 1925 года постановлением ЦИК Киргизской АССР; 17 июля 1925 года состоялся торжественный переезд высших властных структур Казакской АССР из Оренбурга в Ак-Мечеть, что ознаменовало исполнение принятого в ноябре 1924 года решения о переносе столицы Киргизской АССР.

## 1917—1925
В Оренбурге 5—13 декабря 1917 года прошёл Второй общекиргизский съезд, на котором была провозглашена Алашская автономия. С 10 июля 1919 года Оренбург был административным центром Киргизского края, а с 26 августа 1920 года по 1925 год — Киргизской АССР в составе РСФСР.
На второй сессии Казакского Центрального Исполнительного Комитета в октябре 1925 года председатель КазЦИКа Жалау Мынбаев в своём докладе рассказал краткую историю принятия решения о переносе столицы. По его словам, эта идея появилась ещё в 1922 году, когда Ак-Мечеть находилась в составе Туркестанской АССР. Этот город привлекал тем, что стоял на крупной железнодорожной магистрали и находился в районе, заселённом преимущественно казахами. Это было действительно так, поскольку в Кзыл-Ординском уезде в 1925 году насчитывалось 22 тысячи хозяйств, из которых только 476 были русскими. «Смысл переноса центра в Ак-Мечеть заключается не в квартирном удобстве в нём, а в желании заложить непременно собственно киргизский центр», — заявил в апреле 1925 года секретарь Киргизского крайкома РКП(б) Султанбек Ходжанов. Пришлось дождаться передачи части губерний из Туркестанской Автономной Советской Республики в Киргизскую АССР, чтобы эта идея осуществилась. После оформления этой передачи, в феврале 1925 года, стартовал процесс переноса столицы.
15—19 апреля 1925 года в Ак-Мечети проходил V Всекиргизский съезд Советов.

## Подготовка к перенесению столицы
16 ноября 1924 года прошло заседание комиссии Киргизского обкома РКП(б) (председатель — Султанбек Ходжанов) по разработке мероприятий по переносу центра Киргизской АССР из Оренбурга в Ак-Мечеть. На заседании образовали комиссию во главе с Аспендияром Кенжиным, которая должна была обследовать город Ак-Мечеть. На расходы по подготовительным работам комиссии выдали 200 тыс. рублей. Комиссии было поручено отбыть в Ак-Мечеть 20 февраля 1925 года, а к 10 марта 1925 года представить результаты обследования муниципальных и прочих домов, найти подходящие помещения под хозяйственные органы и правительственные учреждения, под гостиницы, квартиры служащих, бани, театры, клубы, кино, склады и т. д.
На тот момент Ак-Мечеть была небольшим уездным центром, в котором, по данным переписи 1920 года, проживало 9993 человека, на 1925 год население города оценивалось примерно в 15 тыс. человек.

## Переезд
9 февраля 1925 года прошло заседание Киргизского ЦИКа, на котором было принято решение о перенесении центра из Оренбурга в Ак-Мечеть.
Начало фактическому переносу административного центра было положено в последних числах марта 1925 года, когда из Оренбурга в Ак-Мечеть отправился поезд с членами правительства Киргизской АССР. Перенос столицы намечалось осуществить до 15 июля 1925 года, однако руководство сразу же решило закрепить новый статус города проведением в нём V Всекиргизского съезда Советов 15—19 апреля 1925 года. На съезде было установлено исторически точное название народа — казаки и было принято решение переименовать республику в Казакскую АССР. Также на съезде, 19 апреля, было принято решение переименовать новый административный центр республики город Ак-Мечеть в Кзыл-Орду. Формально переименование Киргизской АССР в Казакскую АССР вступило в силу 15 июня 1925 г. (декрет ВЦИК «О переименовании Киргизской Автономной Социалистической Советской Республики в Казакскую Автономную Социалистической Советскую Республику»), а переименование города Ак-Мечеть в Кзыл-Орду было произведено в соответствии с Постановлением ЦИК СССР от 24 июля 1925 года.
24 апреля 1925 года Комиссия Совнаркома Киргизской АССР составила календарный план переезда из Оренбурга в Ак-Мечеть 83 госучреждений с числом сотрудников 1081 человек; согласно календарному плану, было установлено 4 очереди переезда: первая очередь — 15 мая 1925 года, вторая — 1 июня, третья — 5 июня, четвертая — 15 июня 1925 года.
Торжественный перенос столицы состоялся 17 июля 1925 года, когда правительственный поезд в 5 часов 30 минут утра прибыл на вокзал Ак-Мечети. Под развоз прибывших и их багажа был мобилизован почти весь транспорт, имевшийся в городе. 
Лишь 12 сентября 1925 года в новую столицу, уже переименованную в Кзыл-Орду, перебрался фактический руководитель республики новый секретарь Казахстанского крайкома РКП(б) Филипп Голощёкин. В то же самое время многие учреждения перебирались в Кзыл-Орду раньше правительства, чтобы предварительно наладить необходимую работу. Так, газета «Советская степь» переехала сюда из Оренбурга 6 июня 1925 года (новый номер её вышел только 7 июля 1925 года).
Комиссия по перемещению столицы закончила свою работу в ноябре 1925 года, передав все наработки Строительно-техническому комитету при НКВД РСФСР как своему преемнику по дальнейшему строительству Кзыл-Орды.
В новую столицу произошёл массовый приток населения со всей страны. Фактическое население города в 1926 году достигало уже 24 тыс. человек, что создало острый жилищный кризис. Происходило стихийное частное строительство, так построили до 150 сооружений, в то же время разрешённое законом строительство шло медленно из-за бюрократических проволочек. В ноябре 1925 года открылись противотуберкулёзный и венерологический диспансеры. В 1926 году Москва выделила на строительство столицы 1 миллион рублей, на них было принято решение достроить 25 жилых домов, больницу, вендиспансер, прачечную, дооборудовать электростанции, укрепить берега реки Сыр-Дарья.